# Chahine Saïd
Chahine Saïd, né le 21 juillet 2005 à Rabat (Maroc), est un nageur marocain.
Il est l'actuel détenteur du record du Maroc du 1500 m nage libre grand bassin, battu à 17 ans, deux fois le même mois, le 4 août 2022 au Championnat du Maroc B/M/C/J/S OPEN, à  Casablanca, puis le 24 août aux 15èmes Championnats d'Afrique Senior, à  Tunis.
Il est le plus jeune nageur marocain à détenir ou à avoir battu un record national.
Il détient le Record du Maroc Cadets du 800 m nage libre grand bassin, établi le 24 août à Tunis, et le Record du Maroc Minimes du 800 m nage libre petit bassin, battu le 25 janvier 2020 à Meknès, ainsi que cinq Records du Maroc catégories d'âge en relais.

## Championnat arabe 2022
A la première édition des Arab Aquatics Championships, tenue au  Caire du 7 au 10 septembre 2022, il remporte la médaille de bronze au 1500 m nage libre.

## Championnat du monde juniors 2022
Il fait partie de la sélection nationale, composée de deux nageurs et de deux nageuses, qualifiée pour représenter le Maroc aux 8èmes Championnats du monde juniors de natation, du 30 août au 4 septembre 2022, à Lima, au  Pérou.

## Championnat du monde en eau libre juniors 2022
Il participe aux championnats du monde juniors de natation en eau libre de la FINA, organisés à Mahé aux   Seychelles, du 16 au 18 septembre 2022. Il se classe 27ème mondial sur la distance de 7,5 km, sur 38 participants. Au relai mixte du 1500 m auquel il prend part, le Maroc se classe 15ème sur 19 pays participants.

## Championnat d'hiver du Maroc 2023
Au Championnat d'hiver par catégories du Maroc de 2023, tenu à  Marrakech du 17 au 19 mars, il concourt dans 6 nages junior et gagne 6 médailles d'or : 1500 m nage libre, 800 m nage libre, 400 m nage libre, 200 m nage libre, 50 m dos et 50 m papillon.

## Championnat du Maroc 2022
Au Championnat du Maroc de 2022, tenu à  Casablanca du 4 au 7 août, il gagne 8 titres : 1500 m nage libre (toutes catégories et cadets), 800 m nage libre (toutes catégories et cadets), 400 m (cadets), 4 x 100 m (toutes catégories), 4 x 100 m mixte (cadets) et 4 x 100 m 4 nages (cadets).

## Championnat d'hiver du Maroc 2020
Au Championnat d'hiver par catégories du Maroc de 2020, tenu à  Meknès les 24 et 25 janvier, il remporte 6 médailles d'or et 3 médailles d'argent.

## Records du Maroc battus
| Épreuve           | Temps        | Compétition                          | Lieu              | Date         |
| 1500 m nage libre | 16 m 12 s 39 | 15èmes Championnats d'Afrique Senior | Tunis, Tunisie    | 24 août 2022 |
| 1500 m nage libre | 16 m 22 s 80 | Championnat du Maroc B/M/C/J/S OPEN  | Casablanca, Maroc | 4 août 2022  |

## Records du Maroc individuels catégories d'âge battus
| Épreuve                       | Catégorie | Temps       | Compétition                          | Lieu           | Date            |
| 800 m nage libre grand bassin | Cadets    | 8 m 30 s 31 | 15èmes Championnats d'Afrique Senior | Tunis, Tunisie | 20 août 2022    |
| 800 m nage libre petit bassin | Minimes   | 8 m 35 s 36 |                                      | Meknès, Maroc  | 25 janvier 2020 |

## Records du Maroc en relais catégories d'âge détenus
| Épreuve                          | Catégorie | Club | Temps       | Compétition | Lieu          | Date            |
| Relais 4 × 50 m nage libre mixte | Minimes   | USCM | 1 m 48 s 15 |             | Meknès, Maroc | 24 janvier 2020 |
| Relais 4 × 50 m nage libre       | Benjamins | USCM | 1 m 50 s 80 |             | Rabat, Maroc  | 8 juillet 2018  |
| Relais 4 × 50 m 4 nages          | Benjamins | USCM | 2 m 06 s 10 |             | Rabat, Maroc  | 7 juillet 2018  |
| Relais 4 × 50 m nage libre mixte | Poussins  | USCM | 2 m 10 s 56 |             | Fès, Maroc    | 17 juillet 2016 |
| Relais 4 × 50 m 4 nages mixte    | Poussins  | USCM | 2 m 30 s 63 |             | Fès, Maroc    | 17 juillet 2016 |